# Théodore Baron
Pour les articles homonymes, voir Baron.
Théodore Baron, né à Bruxelles le 20 août 1840 et mort à Saint-Servais le 4 septembre 1899, peintre paysagiste belge, est un des initiateurs de l'école nouvelle de paysage.

## Biographie

### Origines et formation
Né à Bruxelles en 1840, il est le fils unique de François Baron, peintre décorateur et de Rosalie Dubois.
À partir de 1854, il étudie la peinture de style académique auprès de Hippolyte de La Charlerie, à l'atelier Saint-Luc de Bruxelles, puis à l'académie de Bruxelles (1854-1858) auprès de Henri Van der Hecht et de Louis Dubois. Il travaille d'abord dans la banlieue de Bruxelles, et notamment à Auderghem. 

### Premiers pas à Calmpthout
Sa palette évolue vers davantage de liberté au contact de peintres avec lesquels il se forme dans les années 1860 à l'École de Calmpthout. 
Il noue une solide amitié dès 1863 avec le peintre de marine Louis Artan de Saint-Martin.
De 1865 à 1867, il peint à Calmpthout et apporte sa vision de l'art aux peintres de l'École : Isidore Meyers, Jacques Rosseels et Florent Crabeels.

### Évolution
En 1868, il est nommé secrétaire, trésorier et organisateur des expositions de la Société libre des Beaux-Arts, où il prône la liberté d'expression aux côtés des artistes peintres Artan et Dubois, ce dernier étant un fervent admirateur de Gustave Courbet. 
En 1869, il vit à Bruxelles et guide le peintre Adrien-Joseph Heymans. De cette période datent les premières œuvres peintes en Ardenne, notamment à Anseremme (où il rejoint, durant l'été, la « colonie d'Anseremme »). 
Alors qu'il habite encore à Bruxelles, il peint dans le Condroz et le Brabant. Il envoie quatre tableaux réalisés dans le Condroz au salon triennal de Bruxelles de 1869. Il est apprécié par Camille Lemonnier qui l'accueille dans sa maison de campagne à Profondeville. 
Il voyage longuement en France et séjourne à Fontainebleau où il subit l'influence de Théodore Rousseau. Il visite ensuite les Pays-Bas, l'Italie, puis l'Allemagne et la Moselle qui l'inspirent picturalement. 
Il est fait chevalier de l'Ordre de Léopold le 4 mai 1881.
En 1884, il épouse à Bruxelles Mathilde Courtin. 
De 1886 à 1889, il s'intéresse à la lumière et se laisse séduire par les théories impressionnistes.  
Il devient professeur de peinture et de dessin à l'Académie des Beaux-Arts de Namur, et directeur en 1893. Il y fait figure de précurseur de la nouvelle école de peinture belge.
Vers la fin de sa vie, il revient vers une vision plus réaliste de l'art.
Il meurt, à Saint-Servais, le 4 septembre 1899.

### Décoration
Chevalier de l'ordre de Léopold le 4 mai 1881

## Œuvre
De 1865 à 1867, il peint principalement à Calmpthout, mais à partir de 1869, il peint le long des rives de la Meuse, dont les sites séduisent vers la même époque des artistes tels Hippolyte Boulenger ou Félicien Rops. Il travaille aussi durant un bon moment à Hoeilaart. À Auderghem, il aurait peint diverses toiles ayant pour sujet les anciens étangs du Rouge-Cloître. 
Il privilégie les gris, et excelle dans les tonalités hivernales. 

### Réception critique
Selon Suzanne Houbart-Wilkin, si Baron a peint accessoirement des natures mortes et des vues de villes comme Malines ou Gand dans les années 1880, il est avant tout un 

« libérateur du paysage, un artiste pour qui priment la noblesse et la simplicité des lignes comme la sensation de la matière, le poids d'un ciel chargé de nuages, le sable des dunes, la terre sous son aspect le plus simple. Tandis que ses dessins montrent une grande précision topographique, ses meilleures peintures allient une composition d'une sobriété voulue à une facture faite de touches apparentes d'une grande densité, mais nuancée dans les valeurs et les tons. »

Suzanne Houbart nuance ensuite son appréciation en écrivant : 

« L'art de Baron est inégal. L'artiste respire l'air du temps[...] Toutefois, il a une manière et un esprit qui lui appartiennent en propre. Ses œuvres les plus originales sont mes plus austères, les plus dépouillées. Il excelle à rendre la Campine, les étendues de bruyères, les marais, les plateaux désolés de l'Eifel. La composition semble à première vue rudimentaire. Basée sur l'horizontale avec un tiers de ciel, deux tiers de sol, souvent sans même l'accent d'un arbre pour soutenir les perspectives, il arrive à rendre l'aspect sauvage, essentiel d'une région. »

Quant à Camille Lemonnier, il affirme : 

« Le grès, les schistes, le calcaire lui furent révélés comme l'os et la configuration dorsale d'un organisme tellurique, encore boursouflé de chaos. [...] Sa mémoire était un répertoire extraordinaire de formes où venaient se classer les grandes lignes déroulées d'un recul de plaines ou de montagnes, aussi bien que les grumes veloutées d'une écosse, la crète déchiquetée des labours, les squames effritées d'un pan de roche.[...] Quelques œuvres, par leur structure et un climat pictural novateur, annoncent certains paysagistes du XXe siècle. »

### Quelques œuvres
- Temps de pluie, (1867), conservé aux musées royaux des beaux-arts de Belgique.
- Effet de neige, salon de Bruxelles de 1869.
- Dégel, salon de Bruxelles de 1869.
- Site du Condroz, salon de Bruxelles de 1869.
- La Meuse à Profondeville, salon de Bruxelles de 1872.
- Dunes à Calmpthout, salon de Bruxelles de 1872.
- La Meuse à Anseremme, salon de Bruxelles de 1872.
- Un Automne au Condroz, salon d'Anvers de 1873.
- Hiver, salon d'Anvers de 1873.
- Un Bras de l'Escaut, (1873), conservé aux musées royaux des beaux-arts de Belgique.
- La Vallée du Rouat en Hiver (Hesbaye), (vers 1875), conservé aux musées royaux des beaux-arts de Belgique.
- La Meuse, soleil couchant, salon de Bruxelles de 1881.
- En Campine, salon de Bruxelles de 1881[9].

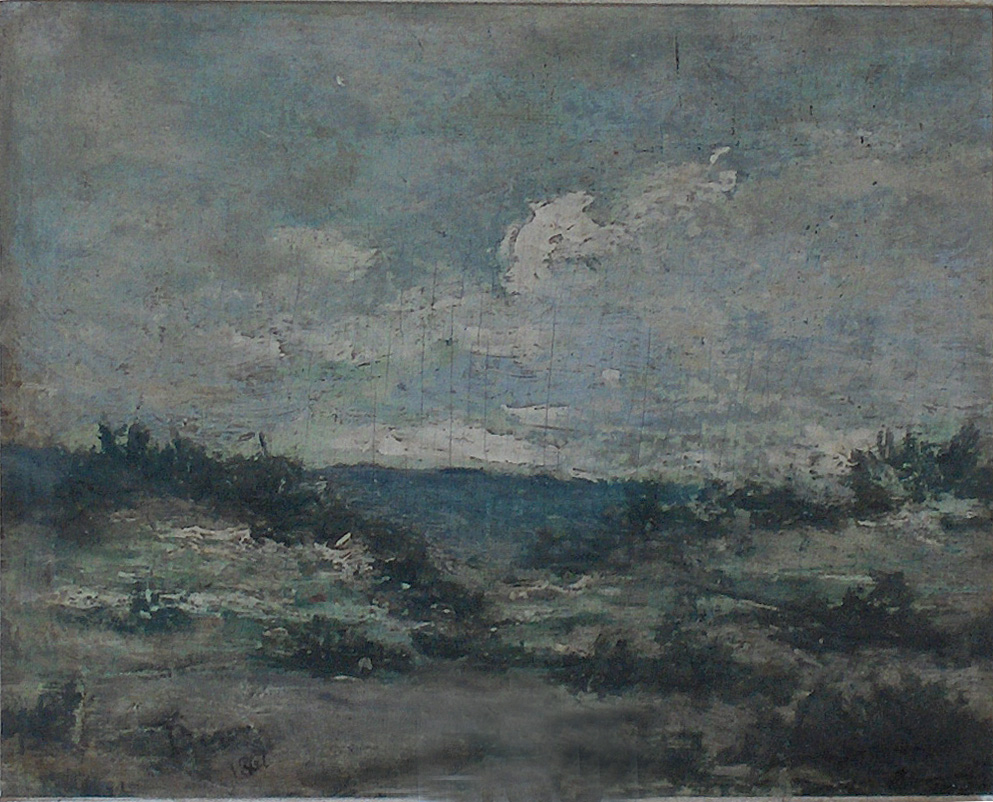
Bruyères à Calmpthout (1868).
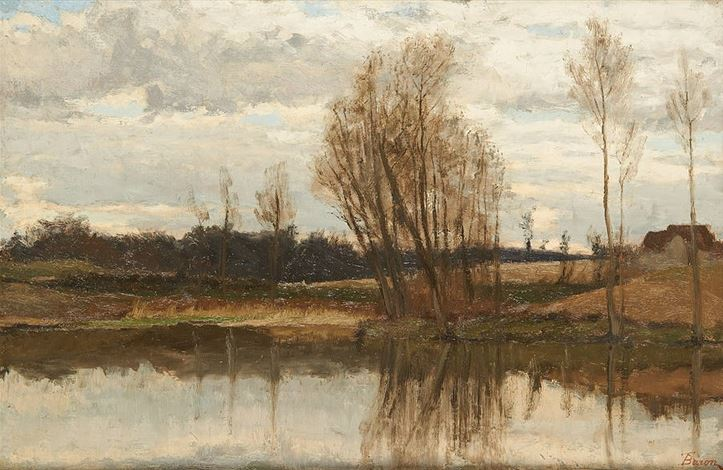
Cours d'eau en automne.
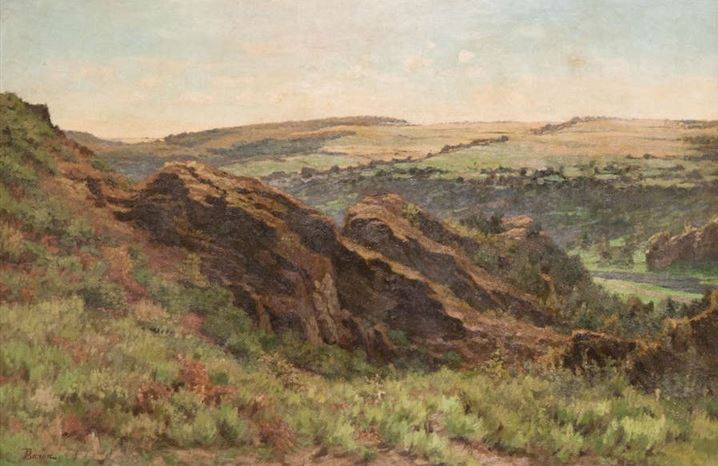
Hautes terres de Houffalize.
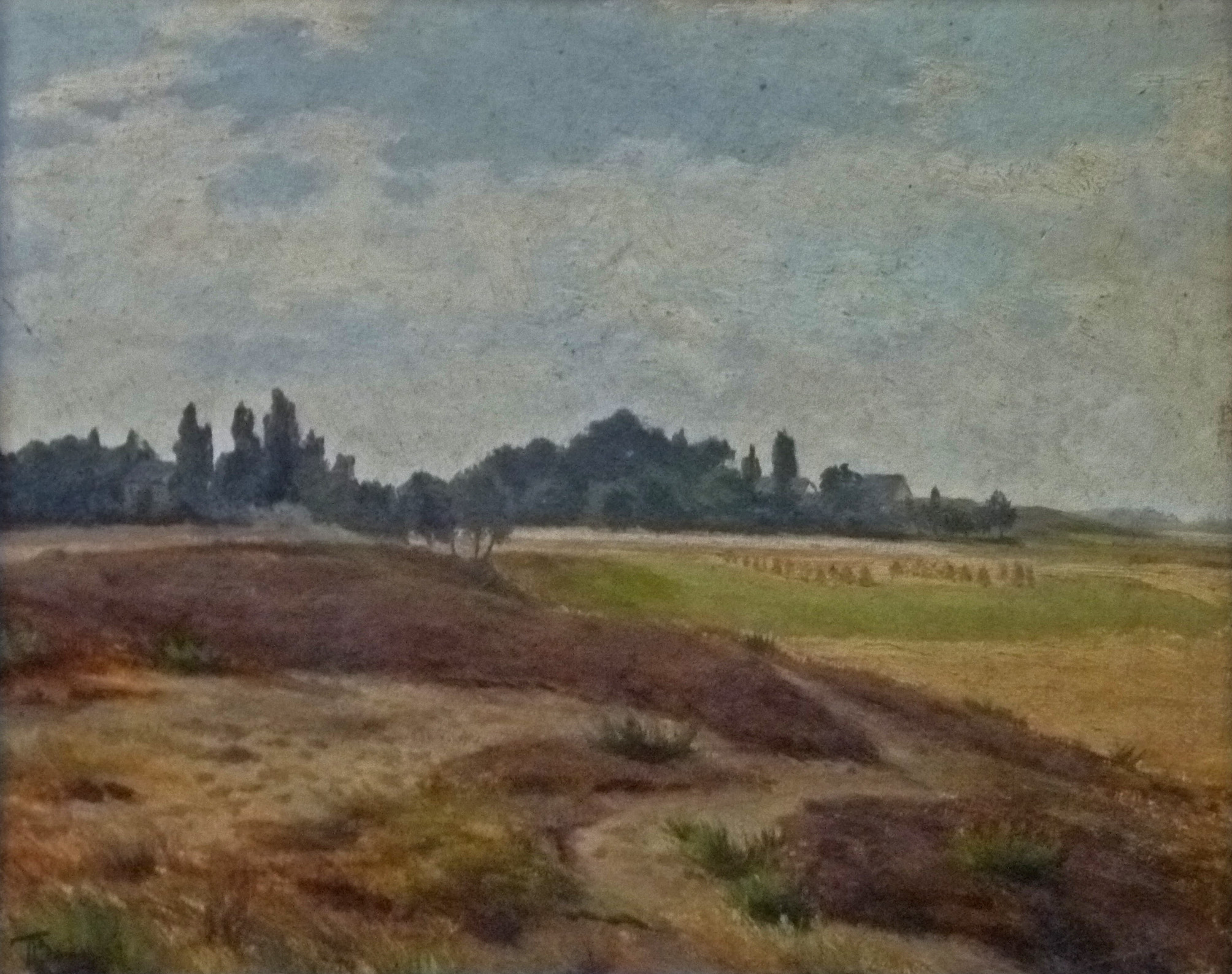
Paysage.
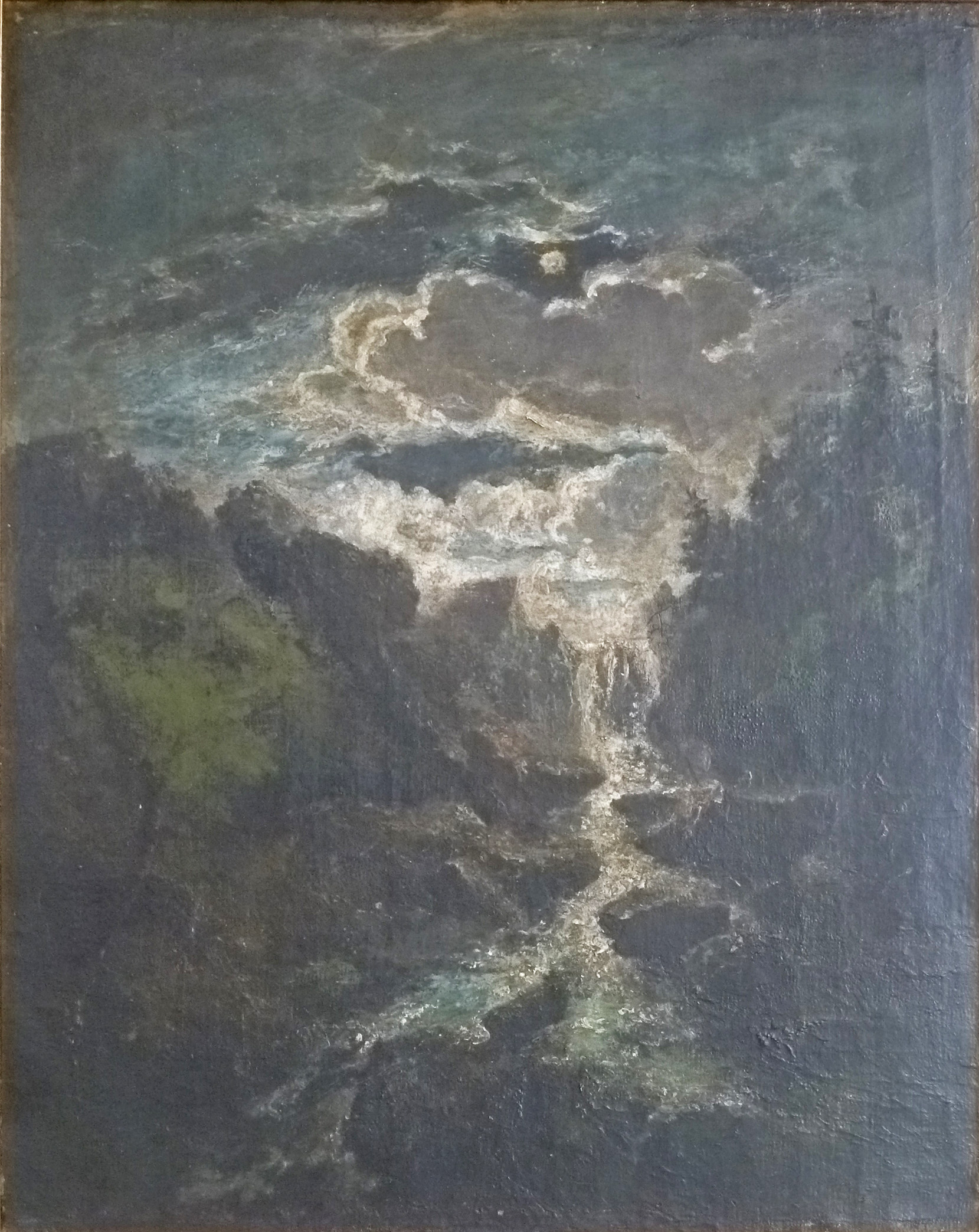
Chute d'eau sous la lumière.
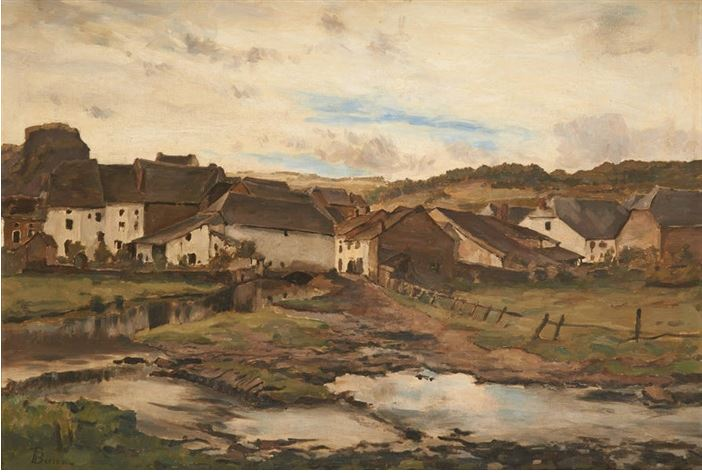
Vue d'un village.

## Postérité
Une rue Théodore Baron honore sa mémoire à Auderghem, où il aurait peint diverses toiles ayant pour sujet les anciens étangs du Rouge-Cloître.